# Palpuognasee
Der Palpuognasee ⓘ (rätoromanisch Lai da Palpuognaⓘ) liegt in den Albula-Alpen auf 1918 m ü. M. oberhalb von Preda im Schweizer Kanton Graubünden.

## Lage / Umgebung
Die Bedeutung des Namens Palpuogna ist nicht bekannt, gilt aber als ältester überlieferter Name im Zusammenhang mit der Geschichte von Bergün/Bravuogn und wird bereits im Jahr 1139 im Zusammenhang mit der Abgrenzung des bischöflichen Gebiets erwähnt.
Der See liegt etwa acht Kilometer oberhalb Bergün/Bravuogn auf einer markanten Talstufe am Fuss des Piz Palpuogna und ist über die Albula-Passstrasse zu erreichen. Die rechte Talseite wird markiert durch Piz Üertsch und Piz Muot. Vom See bis zum Albulapass sind es ungefähr fünf Kilometer.
Das Wasser des Sees mit seinen klaren Blau-Grün-Tönen bietet vor allem im Herbst, wenn die ihn umgebenden Lärchen gelb sind, ein Farbenspiel.

## Besonderes
Das Wasser des ursprünglich natürlichen Sees wurde schon ab 1898 zur Erzeugung elektrischen Stroms genutzt. Dazu wurde das Niveau durch ein Mäuerchen geringfügig (ca. 30 cm) erhöht. Somit ist der Palpuognasee seither ein Stausee. Das Wasser wird durch eine Druckleitung nach Preda geführt, wo elektrischer Strom erzeugt wird. Das Werk entstand damals, um Strom für den Bau des Albulatunnels zu gewinnen, und ist heute im Besitz des Elektrizitätswerks Bergün. Dem See wurde während der Bauzeit von 1899 bis 1903 auch Wasser entnommen, um die Brandtschen-Gesteinsbohrmaschinen des Nordabschnitts zu betreiben. Diese Bohrmaschinen besassen einen Druckwasser-Antrieb.
Der Seegrund hat viele Krater, aus denen natürliche Erdgase austreten. Stellenweise hat der See einen doppelten Boden, sprich, eine unterirdische Seekammer.
Im Juni 2007 wurde der See in einer Umfrage von SF 1 zum „schönsten Flecken der Schweiz“ gewählt.
Zum Schutz der Ökologie und Artenvielfalt des Sees hat die Gemeinde Bergün die Nutzung des Sees zum Schwimmen verboten, um eine Kontamination mit Sonnenschutzmitteln und anderen Produkten der Besucher zu vermeiden.